# Грб Теслића
Грб Теслића је званични грб српске општине Теслић. Грб је усвојен 15. јула 2005. године, мада су се сличне варијанте користиле и прије тога.
Симбол општине у потпуности подсјећа на хералдику социјалистичких земаља.

## Опис грба
Грб Теслића је сребрни штит са црвеним заглављем спојеним с колцем који излази из плаве посуде у дну између два фабричка димњака. Штит је постављен на прсима бијелог двоглавог орла раширених крила и крунисан је златном круном, који се уздиже изнад два снијегом покривене зелене планине, изнад свијетло плавог подножја. Све је окружено вијенцем од двије храстове гранчице, са тробојном лентом и именом општине испод ње: „Теслић“.
Дизајн се заснива на раније кориштеном грбу.